# Arnold Korff

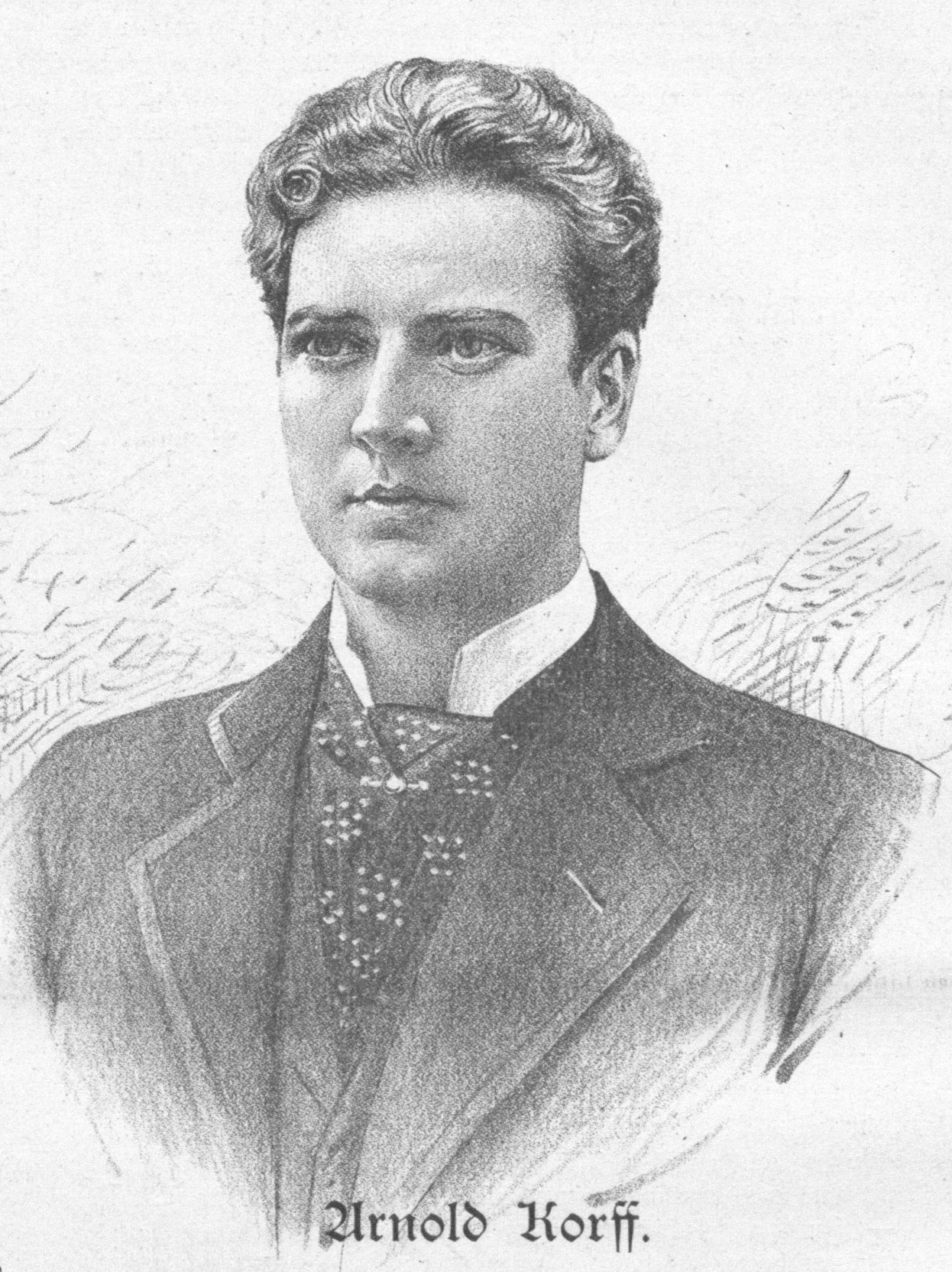
Arnold Korff (von Jan Vilímek, 1896)

Arnold Korff (* 2. August 1870 als Arnold P. M. Kirsch in Wien; † 2. Juni 1944 in New York City) war ein österreichischer Schauspieler.

## Leben und Wirken
Der gebürtige Arnold Kirsch arbeitete als Maschinenbauzeichner und trat bis 1894 an amerikanischen Bühnen auf. Als letzten US-Wohnsitz vor seiner Übersiedelung nach Europa gab er Chicago an. Im Juni 1896 verließ er die USA und ging nach Österreich-Ungarn. Dort setzte er seine Schauspielerlaufbahn im mährischen Proßnitz fort, weitere Stationen waren Abbazzia, Olmütz und Wien, wo er am Carltheater und von 1899 bis 1913 am Burgtheater auftrat. Dort erhielt er zuletzt den Titel eines k.u.k.-Hofschauspielers. Als er aufgrund hoher privater Schulden versuchte, den damaligen Burgtheaterdirektor Hugo Thimig mit Starallüren und Honorarforderungen unter Druck zu setzen, wurde er entlassen und durch Harry Walden ersetzt.
Auf dem Theater spielte er sowohl in Klassikern als auch in volkstümlichen Stücken wie Anzengrubers Der Meineidbauer und Nestroys Lumpazivagabundus. 1902 stand er erstmals in Berlin auf der Bühne, wo er ab 1914 regelmäßig auftrat. Am 29. Mai 1905 spielte Korff in der von Karl Kraus in Wien veranstalteten Wiener Aufführung von Frank Wedekinds Die Büchse der Pandora den Privatdozenten Dr. Hilti. Im September 1915 kehrte er via Bergen in Norwegen nach New York zurück, um ein Engagement am dortigen Irving Place Theatre anzutreten. Im Juli 1916 traf er wieder in Deutschland ein. Seitdem war er – zunächst nur sporadisch – auch im Film zu sehen. 1916 gab der 46-jährige sein Debüt in Feenhände an der Seite von Henny Porten.
Im April 1919 übersiedelte er für einige Jahre nach Zürich, wo er am Pfauentheater (bis zu dessen Verkauf im Jahr 1926) immer wieder als Gastschauspieler engagiert war und 1919 die Bekanntschaft mit James Joyce machte, der den Abend der Münchner Welturaufführung von Verbannte gemeinsam mit Korff in dessen Zürcher Wohnung im Seefeld verbracht hat, wo "Korff und seine Frau, Joyce und Nora und Ottocaro Weiss [...] gespannt einen Telefonanruf aus München" erwarteten, wie die Premiere verlaufen sei.
Seit 1920 übernahm er regelmäßig Filmrollen und war als Schlossherr von Vogelschrey Hauptdarsteller der Literaturverfilmung Schloß Vogelöd.
1923 kehrte er vorübergehend in die USA zurück. Korff wurde im deutschen Stummfilm der 20er Jahre ein gefragter Nebendarsteller, manchmal in Chargenrollen wie in Friedrich Wilhelm Murnaus Phantom (1922). Zuweilen spielte er aber auch tragende Rollen wie als Detektiv Henry Beaufort in Joe Mays Tragödie der Liebe (1923) und als Graf Osdorff in G. W. Pabsts Melodram Tagebuch einer Verlorenen (1929).
Noch im Spätsommer 1929 kehrte Korff – diesmal endgültig – in die USA zurück, wo er in einigen amerikanischen Filmen mitwirkte. Jedoch kamen seine Aufgaben kaum über das Chargenformat hinaus. Nach dem Ende seiner Filmtätigkeit folgte er diversen Verpflichtungen an den Broadway. Dort konnte man ihn seit 1935 unter anderem in den Stücken Love is Not so Simple, Tapestry in Gray,  Lorelei, My Dear Children, Another Sun, Liliom, The Family, Thank You Svoboda und, sein letzter Auftritt im April 1944, The Searching Wind sehen. In dem Benatzky-Singspiel Im weißen Rößl verkörperte er ab Oktober 1936 den Kaiser Franz Joseph.
Arnold Korff starb an den Folgen eines Herzleidens. Er hatte einen 1917 in Wien geborenen und 1992 in Pasadena gestorbenen Sohn gleichen Namens.

## Filmografie
- 1916: Diebe – und Liebe
- 1917: Feenhände
- 1920: Der Staatsanwalt – Vera-Filmwerke
- 1921: Ilona
- 1921: Die Geliebte Roswolskys
- 1921: Grausige Nächte
- 1921: Das Opfer der Ellen Larsen
- 1921: Schloß Vogelöd
- 1921: Die Bestie im Menschen
- 1921: Der Roman eines Dienstmädchens
- 1921: Hannerl und ihre Liebhaber
- 1922: Die letzte Maske
- 1922: Kinder der Zeit
- 1922: Phantom
- 1922: Tingel-Tangel
- 1922: Lola Montez, die Tänzerin des Königs
- 1922: Der Absturz
- 1923: Der Tiger des Zirkus Farini
- 1923: Tragödie der Liebe
- 1923: Der rote Reiter
- 1925: Der Demütige und die Sängerin
- 1925: Husarenfieber
- 1925: Athleten
- 1925: Des Lebens Würfelspiel
- 1925: Sündenbabel
- 1927: Die Frau im Schrank
- 1927: Alpentragödie
- 1927: Höhere Töchter
- 1927: Das tanzende Wien
- 1927: Die Vorbestraften
- 1927: Die berühmte Frau
- 1927: Luther – Ein Film der deutschen Reformation
- 1928: Schuldig
- 1929: Das grüne Monokel
- 1929: Tagebuch einer Verlorenen
- 1930: Olympia
- 1930: Der brave Soldat Elmer (Doughboys)
- 1930: The Royal Family of Broadway
- 1930: Men of the North
- 1931: Liebe auf Befehl
- 1931: Die große Fahrt
- 1931: Mordprozeß Mary Dugan
- 1931: Eine amerikanische Tragödie (An American Tragedy)
- 1931: The Unholy Garden
- 1934: All the King’s Horses
- 1934: Schwarzer Mond (Black Moon)
- 1934: Der Mann ohne Antlitz
- 1935: Frühling in Paris (Paris in Springs)
- 1935: Mädchen in Shanghai (Shanghai)